# Javier Noguera

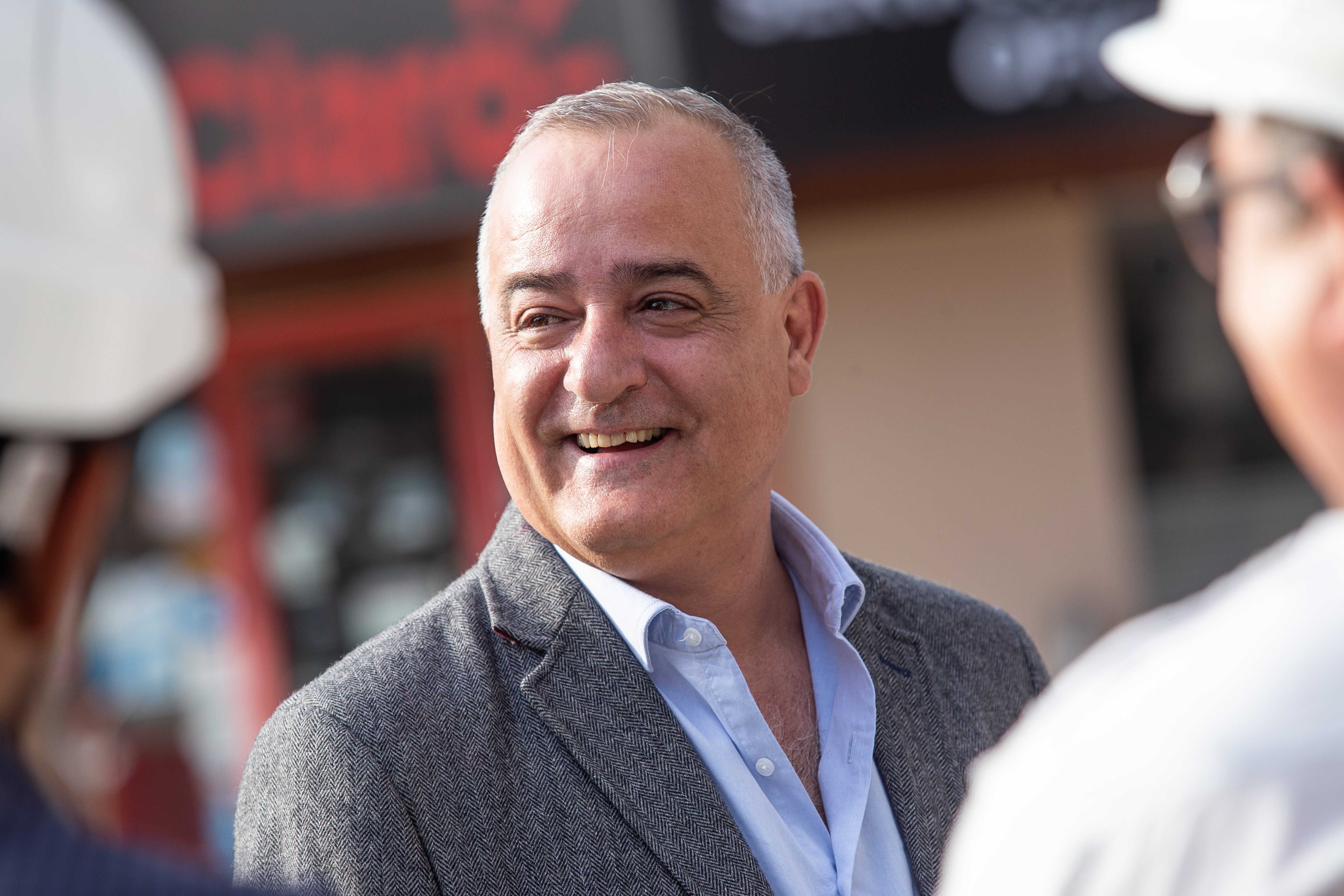

Mariano Javier Noguera (Tafí Viejo, 3 de agosto de 1970) es un periodista, abogado y  político  argentino. Desde el 31 de octubre de 2015 al 31 de octubre de 2023, fue intendente de la ciudad de Tafí Viejo, en la provincia de Tucumán, cargo para el que fue reelegido el 9 de junio de 2019 con el 52% de los votos.
Actualmente es legislador provincial y preside la Comisión de Medioambiente.

## Vida personal y formación académica
Hijo de Miryam Triviño y Mariano Noguera. Casado con Alejandra Rodríguez. Tiene tres hijos: Leandro, Lucía y Paco. 
Cursó el secundario en el  Instituto Técnico, una de las cinco escuelas experimentales de la Universidad Nacional de Tucumán (UNT), de donde se graduó como Técnico Constructor en 1989. Se graduó como abogado en la facultad de Derecho y Ciencias Sociales de esa universidad.

## Periodismo
Mientras cursaba sus estudios de abogacía en la UNT trabajó en el diario y el canal de aire del multimedios Grupo 8 de Prensa, del empresario tucumano Alberto Llaryora. Obtuvo su título de grado alternando su formación académica con sus labores como redactor de las secciones Política e Investigación del diario El Periódico y como productor de un exitoso programa político y de actualidad en Canal 8, junto al veterano periodista Osvaldo Nieva. Más tarde, siendo ya funcionario del gobierno provincial, cursó un posgrado en agronegocios.

## Carrera política
En 2001 cerró el diario El Periódico, dejando en la calle a más de un centenar de trabajadores de prensa y de la planta de impresión. Javier Noguera colaboraba con la Asociación de Prensa de Tucumán (el sindicato que nuclea a periodistas) brindando asesoramiento legal y participó activamente en la protección de los derechos de las personas despedidas.
Cuando Osvaldo Nieva fue elegido concejal en San Miguel de Tucumán por el partido provincial Pueblo Unido incorporó al joven periodista y abogado a su equipo de asesores y trabajaron juntos durante algunos años.
En las elecciones de nacionales y provinciales de 2003 José Alperovich ganó la gobernación de la Provincia y designó a Nieva como Secretario de Seguridad. En enero de 2005 Noguera asumió como el Secretario de Estado de Gobierno y Justicia más joven que Tucumán había tenido hasta entonces. Se mantuvo en el cargo hasta 2007. En ese lapso de tiempo fue además interventor de la comuna rural de Cebil Redondo, hasta su normalización administrativa. Para entonces ya se había volcado de lleno al proyecto kirchnerista y estaba a cargo de la facción local del Partido de la Victoria. También había iniciado una serie de proyectos personales que lo llevarían de regreso a su ciudad natal, de donde había emigrado cuando todavía era estudiante de Derecho.
Fue el primer Secretario de Estado de Grandes Comunas que tuvo la provincia y se mantuvo en ese cargo hasta 2009, cuando la muerte de la académica y política Rita Wasserman de Cunio, abrió una vacante en el ejecutivo provincial en el área de ciencia y tecnología. Noguera asumió como Secretario de Estado de Innovación y Desarrollo Tecnológico de Tucumán en enero de 2009, cargo en el que permanecería hasta el término del siguiente mandato del gobernador en 2015. En las elecciones provinciales de ese año fue elegido intendente de Tafí Viejo por primera vez.

## Cibermilitancia
Durante el año 2005 Noguera recibió una beca para un ciclo intensivo de capacitación organizado en la Escuela de Buen Gobierno Jaime Vera del Partido Socialista Obrero Español. Recibió formación en economía, oratoria, medios de comunicación, herramientas electorales y una materia que por entonces a Noguera le sonaba a ciencia ficción: el ciberactivismo.
Al volver al país, creó junto a un compañero la Fundación Generación Libre que por unos años dedicó esfuerzos a difundir los conocimientos aprendidos en materia de militancia digital y a desarrollar nuevas experiencias en suelo argentino. Esto le valió el mote de creador de la cibermilitancia K por parte de un diario local.
La FGL promovía el uso de software libre y respaldaba la propuesta del programa OLPC, de Nicholas Negroponte. En esa época, crear una computadora portátil con un costo de 100 dólares y entregar una para cada niño en edad escolar era un proyecto que la mayoría de la clase política consideraba lejos de las posibilidades de cualquier gobierno latinoamericano. Pocos años más tarde, durante la presidencia de Cristina Fernández de Kirchner, el gobierno nacional dio inicio al programa Conectar Igualdad.

## Intendente de Tafí Viejo (2015 — 2019) Primer mandato
En 2015 Noguera fue elegido intendente de Tafí Viejo con el 28.40 % de los votos y sucedió a Javier Pucharras en octubre de ese año.
Inauguración de  la hostería Atahualpa Yupanqui: En septiembre de 2017 se inauguró un hotel de gestión municipal en el corazón de la yunga tucumana. La obra demandó la restauración de un viejo edificio abandonado al que se dotó de una veintena de habitaciones, spa, restaurante y sala para conferencias brindando un servicio de categoría 4 estrellas. Actualmente ocupa un lugar destacado en las preferencias de los usuarios: en 2018 recibió una mención en el guest review awards de Booking.com con una puntuación de 9,2 sobre una nota máxima de 10.
Inauguración del Centro de Interpretación Ambiental y Tecnológico (CIAT): En marzo de 2018, con la decisión de intervenir activamente en el tratamiento los residuos urbanos, Noguera crea el CIAT para el tratamiento de residuos sólidos urbanos recuperables y la promoción del cuidado del medio ambiente. Dentro funciona la planta de separación y clasificación de residuos secos, pionera en el norte argentino donde se recuperan alrededor de 40 tipos de residuos diferentes, los cuales son clasificados de acuerdo a su composición y comercializados como insumos industriales reciclables. Complementan esta obra cinco Puntos Verdes para la captación de material reciclable domiciliarios en lugares estratégicos de la localidad de los cuales tres ya cuentan con composteras comunitarias para la recepción de orgánicos compostables; y los 50 puntos que forman la Red Provincial de Puntos Ecológicos. Tafí Viejo es el primer municipio tucumano en separar, clasificar y revalorizar los residuos secos, y en venderlo como materia prima. gob.tafiviejo.ar
Planta de Compostaje: Desde el año 2020, se incorporó una planta de compostaje con carácter industrial, diseñada para tratar los residuos orgánicos producidos por grandes generadores como bares, verdulerías, comedores, criaderos de animales y residuos de agroindustrias. Además, la planta gestiona los residuos de poda del municipio, los cuales son procesados mediante una chipeadora e integrada al proceso de compostaje. El resultado es un compost de alta calidad, un biofertilizante natural que mejora la estructura del suelo, enriquece las plantas con nutrientes esenciales y actúa como sustituto de pesticidas. El compost que se produce también se distribuye en el vivero del municipio, en los canteros de la ciudad, en espacios verdes, en la huerta del CIAT, y en los eco canjes.
Ingreso anual de residuos orgánicos compostados:
- 2020: 416.000 kg
- 2021: 1.028.170 kg
- 2022: 2.100.588 kg
- 2023: 1.315.973 kg
- 2024: 4.000.000 kg
- Total procesado hasta la actualidad: 8.860.731 kg
Fuente: información recopilada por el Centro de Interpretación Ambiental (CIAT).
Puente de la Avenida Constitución: El puente de la avenida Constitución fue inaugurado en 2017, mejorando significativamente la conectividad y el flujo vehicular en la zona. Esta obra permitió mejorar la calidad de vida de los vecinos al facilitar el acceso y la movilidad en la ciudad. Facebook
Plan de movilidad tipo BRT: Con la intención de solucionar los problemas de movilidad urbana en el área metropolitana, desde 2018 la Municipalidad de Tafí Viejo presentó ante los distintos referentes políticos, colegios profesionales y la población en general un plan de movilidad tipo BRT. El sistema de transporte rápido por autobús (BRT) es un sistema de transporte de alta capacidad basado en autobuses que ofrece servicios rápidos, fiables, de alta calidad, seguros y rentables a un coste relativamente bajo, con capacidades de nivel metropolitano. Esto se logra mediante carriles exclusivos para autobuses alineados con la mediana, cobro de tarifas fuera del vehículo, acceso a nivel, y operaciones rápidas y frecuentes. Hay que tener presente que el BRT tiene como objetivo futuro la puesta en funcionamiento de un tren ligero o metro para el área metropolitana de Tucumán.  
Línea Urbana de Colectivos Ecobus: En el marco del citado plan de movilidad BRT, se creó en 2020 la Línea Urbana de Colectivos Ecobus: se trata de la primera línea de transporte estatal de la provincia que se funda con las premisas de paridad de género y energía renovable, dado que funciona con biodiésel producido a partir del reciclado de aceite vegetal usado.
En Tafí Viejo
Proyecto TEM: Tren Elevado Metropolitano a futuro
Línea Urbana de Colectivos Ecobus
Ciclovías
La instalación de ciclovías alteró los hábitos de circulación de los taficeños y no fueron bien recibidas por los ciudadanos más conservadores, pero el intendente sostiene que es un proyecto a largo plazo que llegó para quedarse. La intención del proyecto de movilidad urbana es solucionar los problemas de todo el Gran San Miguel de Tucumán, aliviando el tránsito de las vías terrestres convencionales. La idea fue acogida positivamente por gran parte de la comunidad académica y colegios profesionales.
Recuperación del Festival del Nacional del Limón: durante la primera gestión de Noguera se recuperó el encuentro folclórico Festival Nacional del Limón.
Creación del Limón Rock, el Festival de Arte y Cultura LGTBIQ+ y el Festival de Cine de Las Yungas.
La históricamente agitada vida cultural de Tafí Viejo recobró su impulso y la Municipalidad desarrolla además actividades itinerantes en distintos barrios.

## Intendente de Tafí Viejo (2019 — 2023) Segundo mandato
El 9 de junio de 2019 fue reelegido intendente con el 52,06% de los votos para el período 2019 — 2023.La gestión como intendente de su ciudad natal se destaca por la fuerte impronta progresista, que tiene como eje el cuidado ambiental, la promoción del turismo y la concreción de obras de infraestructura históricas para los taficeños: Estaba  prevista en esta estapa de su gestión la inauguración del Mercado Municipal, un espacio revalorizado que tiene como eje la cultura del Limón. Además esta obra se complementa con la revalorización de la histórica Avenida Alem, mediante un proyecto con el Banco Interamericano de Desarrollo (BID). En su segundo mandato el gobierno municipal de Noguera se focalizó en consolidar y profundizar la modernización y transformación de Tafi Viejo concentrando sus esfuerzos en el aspecto ambiental, social y cultural de la ciudad.
Inauguración del Puente de la Calle Maipú: El 9 de marzo de 2020, se inauguró el puente de la calle Maipú “José Carmelo Vera”, una obra que solucionó un problema de transitabilidad que afectaba a la zona desde hacía 27 años, tras el desplome de la antigua estructura. El nuevo puente, de 54 metros de longitud por 9 de ancho, se convirtió en un acceso clave para Tafí Viejo, ayudando a descongestionar el tránsito de la avenida Constitución. eltucumano.com
Inauguración del Hospital Modular en Lomas de Tafí: El 7 de septiembre de 2023, se inauguró el Hospital Modular en Lomas de Tafí, con la presencia del intendente Javier Noguera y otras autoridades. Este centro de salud cuenta con 34 camas, consultorios y una sala de rehabilitación, y se ha convertido en un centro de referencia para derivaciones, atendiendo tanto a niños como a adultos. comunicaciontucuman.gob.ar
Inauguración de la Policlínica Mercedes Serrano en Lomas de Tafí: El 9 de mayo de 2019, se inauguró la Policlínica Mercedes Serrano en Lomas de Tafí. Este centro de salud de 1.282 m² cuenta con 14 consultorios externos, salas de mamografía, rayos X, enfermería, entre otros servicios, ofreciendo diversas especialidades médicas a la comunidad. Wikipedia
Revalorización de la Avenida Leandro N. Alem: Entre 2021 y 2023, se llevó a cabo la revalorización de la avenida Leandro N. Alem, principal arteria de Tafí Viejo. Las obras incluyeron la extensión del boulevard central con una ciclovía, renovación del alumbrado público con luces LED, construcción de una nueva calzada y ampliación de veredas. La remodelación fue inaugurada el 5 de abril de 2023 por el gobernador Juan Manzur y el intendente Javier Noguera, con una inversión de ARS 200.000.000. Wikipedia
Estas obras y gestiones reflejan el compromiso de Javier Noguera con el desarrollo urbano, la salud pública y el medio ambiente en Tafí Viejo durante sus dos periodos como intendente.
Revalorización e Inauguración del Mercado Municipal de Tafí Viejo:
- Historia del Mercado: El Mercado Municipal de Tafí Viejo fue originalmente inaugurado el 2 de marzo de 1943, funcionando como un centro comercial hasta su cierre en 1994 debido al abandono progresivo de sus instalaciones. Wikipedia
- Proceso de Revalorización: En 2021, bajo la gestión del intendente Javier Noguera, se inició un proyecto de remodelación y reconstrucción del mercado con el objetivo de revitalizar este espacio histórico y convertirlo en un polo comercial y turístico. Wikipedia
- Características de la Obra: La renovación del mercado abarcó una superficie de 3.500 metros cuadrados, distribuidos en planta baja y planta alta. Se habilitaron 75 locales comerciales destinados a la venta de frutas, verduras, pescados, carnes, comidas al paso y por supuesto artesanías y productos locales de emprendedores taficeños. Además, se incorporó un paseo gastronómico con diversas propuestas culinarias, incluyendo pastelerías, cervecerías y comidas regionales como tamales y humita. tafiviejo.gob.ar
- Inauguración Oficial: El renovado Mercado Municipal fue inaugurado el 15 de marzo de 2023. La ceremonia contó con la presencia de autoridades locales y nacionales, incluyendo al ministro de Ambiente de la Nación, Juan Cabandié, el gobernador Juan Manzur, el vicegobernador Osvaldo Jaldo y el intendente Javier Noguera. Argentina.gob.ar
- Atractivos Adicionales: Además de los locales comerciales y gastronómicos, el mercado alberga una planta alta donde se proyecta inaugurar un Museo del Limón en el que se que narre la historia de la cosecha, cultivo e industrialización de este cítrico emblemático de la región. También se debe destacar que el Mercado Municipal preservó la estructura de estilo art decó del edificio original, y se implementaron mejoras en las calles aledañas, como el ensanchamiento de veredas, nueva iluminación LED y mobiliario urbano renovado. Wikipedia

La revalorización del Mercado Municipal de Tafí Viejo no solo recuperó un espacio histórico para la comunidad, sino que también impulsó el turismo y la economía local, consolidándose como un punto de encuentro para vecinos y visitantes.
Creación del Complejo Ecoproductivo Municipal (CEM):
- Inauguración y Objetivos: El Complejo Ecoproductivo Municipal (CEM) fue inaugurado el 7 de septiembre de 2020 en Tafí Viejo, con el propósito de abordar la emergencia ocupacional y generar innovadoras unidades productivas en torno a la economía circular. Este espacio se estableció en las instalaciones del ex Hogar Agromecánico, mediante un acuerdo entre la Municipalidad de Tafí Viejo y el Ministerio de Desarrollo Social de Tucumán. tafiviejo.gob.ar
- Actividades y Proyectos: Desde su creación, el CEM ha implementado diversas actividades vinculadas al desarrollo local, incluyendo oportunidades de capacitación y trabajo para mejorar la calidad de vida de los vecinos. Entre los proyectos destacados se encuentran la producción de ecobloques con materiales reciclables, ladrillos fabricados con cenizas de ingenio y adobe, así como la producción de quesos y dulces. Además, se han desarrollado iniciativas educativas y de oficios en colaboración con organizaciones locales. tafiviejo.gob.ar

Ampliación al Parque de Producción Social (PPS):
- Inauguración y Objetivos: El 22 de marzo de 2023, se inauguró en el CEM el primer Parque de Producción Social (PPS) del país, con el objetivo de promover el desarrollo productivo local y albergar a empresas sociales que respondan a problemáticas comunitarias. Este proyecto busca fomentar la economía local con inclusión social, enfocándose en la producción de bienes y servicios orientados a la resolución de demandas sociales y ambientales. Argentina.gob.ar
- Inversión y Desarrollo: La creación del PPS contó con una inversión de más de $375 millones por parte del Ministerio de Ciencia, Tecnología e Innovación de la Nación, destinada a fortalecer la infraestructura y las capacidades productivas del parque. La ciudad de Tafí Viejo fue seleccionada para este proyecto debido a la implementación del Plan de Desarrollo Productivo local 2020-2023, que incluye iniciativas como la Planta de Reciclaje, el Complejo Ecoproductivo y el Mercado Municipal.comunicaciontucuman.gob.ar

La evolución del CEM al PPS refleja el compromiso de Tafí Viejo con la economía circular, la inclusión social y el desarrollo sostenible, posicionándose como un modelo a nivel nacional en la gestión de residuos y la producción social.

## Presidente de la Federación Argentina de Municipios
Javier Noguera ha recibido públicamente el respaldo del gobernador Juan Manzur en diversas oportunidades y es bien considerado por sus pares del resto de las intendencias tucumanas.
Asumió como vicepresidente de la Federación Argentina de Municipios el 10 de octubre de 2018 con mandato vigente hasta 2020 acompañando a Verónica Magario, presidenta. A partir de noviembre de 2019, por decisión de la Mesa Ejecutiva de FAM, Noguera asumió la presidencia del organismo debido a la asunción de Magario como vicegobernadora de la Provincia de Buenos Aires. En representación de sus pares actuaron activamente ante la disminución de las partidas que el gobierno nacional debía disponer para obras en los gobiernos locales. Terminó su gestión el 5 de mayo del 2022, día que asumió como presidente Fernando Espinoza, Intendente de La Matanza, Buenos Aires.  
El 15 de junio de 2022 la mesa ejecutiva de la FAM reanudó las reuniones presenciales luego de la pandemia y eligió a Noguera como presidente del bloque de intendentes del Frente de Todos.  
Durante su gestión como Secretario de Estado de Gobierno y posteriormente, durante sus dos mandatos consecutivos como intentende de Tafí Viejo, acostumbraba recibir dos días en la semana a todas las personas que solicitaran audiencia en su despacho. Actualmente, ya como legislador provincial, mantiene ese hábito y recibe en su oficina de la Legislatura Provincial a todos los ciudadanos que se acercan a hablar con él.
Una anécdota de color de Noguera revela que éste, a la par de la reflexión penentrante sobre las cuestiones que preocupan a los tucumanos,  también muestra un agudo sentido del humor cuando la situación lo amerita. Durante su última visita a Tafí Viejo, el entonces presidente Mauricio Macri lo llamó “remolón” y el tucumano respondió inmediatamente llamándolo “domador de reposeras”. En apenas dos horas el mote generó tendencia en Twitter, con lo que consiguió nuevos simpatizantes en todo el país, entre los opositores a Macri de la red.

## Javier Noguera en la Legislatura de Tucumán
Noguera fue electo a la Legislatura de Tucumán el 11 de junio de 2023 a través de la agrupación Frente de Todos por Tucumán, la lista más votada de la Sección Oeste, que consiguió 76.901 sufragios en las elecciones de aquel día. La lista fue encabezada por Sergio Fernando Mansilla, siendo acompañado en segundo lugar, por Mariano Javier Noguera. Desde el primer momento Noguera, consecuente con su trayectoria política, se mostró interesado por las cuestiones ambientales de nuestra provincia; y, al poco tiempo de asumir la banca de legislador, fue elegido presidente de la Comisión de Medio Ambiente y Desarrollo Sustentable por los integrantes de dicho cuerpo legislativo. Desde allí, con el acompañamiento de los legisladores de la comisión, no sólo desarrolló actividades vinculadas con la generación de leyes sino también otras como reuniones con especialistas, de atención a las demandas de los ciudadanos y a las organizaciones ONG y también de visita a emprendimientos que podrían replicarse en nuestra provincia. 
Durante el primer año ingresaron a la Comisión de Medio Ambiente 44 proyectos entre los que mencionamos 26 proyectos de ley, 6 proyectos de declaración y  14 de resolución generado por legisladores de la Comisión y de otras comisiones, además de aquellos enviados desde el Poder Ejecutivo. La temática que abarcan esos proyectos es muy amplia y cubren temas como adhesiones a las leyes nacionales, educación ambiental, tratamiento de residuos urbanos, residuos electrónicos, residuos cloacales, hornos pirolíticos, contaminación acústica, generación de energías renovable, protección de animales, adecuaciones normativas, reciclado escolar, medicamentos vencidos, sistemas de alerta de emergencia y catástrofes, creación de una reserva de usos múltiples, compostajes, empleo verde, educadores ambientales, escuelas verdes, minería, reconocimiento ambiental estudiantil, declaración de interés legislativo de libros, entre otros.
En la Legislatura se trazó una agenda ambiental que fue presentada en su ámbito y estuvo a disposición de la ciudadanía a través del portal de la Legislatura. Fiel al principio de transparencia en los actos y acciones, este documento es abierto y susceptible de actualizaciones en función de los pedidos de ciudadanos y organizaciones. 
Proyectos sancionados: se aprobaron en el recinto legislativo doce leyes relacionadas con la temática ambiental.
Pedidos de informes: se realizaron numerosos pedidos de informes entre los que mencionamos.:
- Pedido de informe sobre la no conformación de la Comisión Permanente de Verificación de Calidad de Aguas prevista en la ley provincial N 7.319. Art.59.
- Pedido de informe por mortandad de peces en el río Sali.
- Pedido de informe sobre caudales y calidad físico-química y bacteriológica sobre las aguas de diferentes diques y embalses en la provincia.
- Pedido de informe sobre la no reglamentación de la ley de suelos, ley N 6.290.
- Pedido de informe sobre la falta de reglamentación de la Ley de Recursos Naturales Renovables. Protección  de Fauna y Flora Protegidas. Ley N 6.292.
- Pedido de informe sobre quema de cañaverales.

Gestión social y vinculación
Se recibieron numerosas solicitudes para atender diferentes temas:
- Audiencia con organizaciones sociales-ambientales
- Declaración de interés legislativo del libro Mediación Ambiental en Conflictos Mineros. Estudio de Caso Minera Alumbrera.
- Reconocimiento Ambiental Estudiantil.

Eventos y encuentros
- La Comisión visitó el Centro de Interpretación Ambiental y Tecnológico, CIAT, de Tafí Viejo para conocer sus objetivos, desarrollos, dificultades y logros.
- Se recibió en dos oportunidades a miembros de la Comisión de Ambiente de la Federación Argentina de Magistrados.
- Se participó en una jornada sobre El Café Como Alternativa Productiva en Tucumán. Instituto de Desarrollo Productivo, IDEP; Facultad de Agronomía y Zootecnia de la UNT; Universidad San Pablo T.
- Auspicio a una jornada sobre Bonos Verdes y Bonos Sociales. En esta se abordaron temas como la transición hacia una economía baja en carbono, gestión y colocación de bonos verdes, crisis social y ambiental y conservación de los bosques.
- Jornada sobre urbanismo, Fundación Ibatín, donde se abordó el tema Gran San Miguel de Tucumán,GMST; ingeniería y soluciones basadas en la naturaleza: huertas, techos verdes, paredes verticales, transporte; IA aplicada en la toma de decisiones; urbanismo, gobernanza metropolitana.
- Visita de Comisión de Jóvenes por el Clima.

Retos y perspectivas
La Comisión de Medio Ambiente y Desarrollo Sustentable, presidida por Javier Noguera es consciente que su agenda es amplia y en constante revisión por eso prevé continuar con temas como áreas protegidas, energías alternativas, nuevas posibilidades de producción, cambio climático, mitigación de la contaminación: agua , suelos y atmósfera, legislar para el GSMT, Gran San Miguel de Tucumán, entre otros temas urgentes.
En el marco de la intensa actividad desplegada por Noguera en el ámbito legislativo se pueden señalar algunos proyectos impulsados por él.
- Creación de una Reserva Provincial de Usos Múltiples para la Protección del Cerro el Pelao en el Departamento Tafí del Valle.
- Proyecto de Ley. Creación del Circuito Provincial de Municipios Turísticos y Creación de la Marca Turismo Municipal.
- Proyecto de Resolución solicitando al Poder Ejecutivo que estudie la factibilidad de la Creación del Área Metropolitana de Tucumán. Se puede dividir, si se quiere, en dos a la provincia; una sería el área metropolitana, el Gran San Miguel de Tucumán donde estamos seis municipios, 12 comunas rurales concentradas en el 5% del territorio provincial con casi el 70% de la población. Esto merece un gobierno regional, un supra gobierno, que vaya por arriba de los islotes que cada uno de los intendentes gobierna, gente que tenga facultades para ordenar el tránsito, el transporte, los accesos al área metropolitana, la cuestión vinculada a la accesibilidad a la luz, la educación, que hoy presenta enormes dificultades, igual que el tema de la seguridad. Todo esto puede ser resuelto a través de la creación de un área metropolitana con un gobierno que entienda que vivimos en una sola ciudad y no en islas o en ciudades desconectadas.

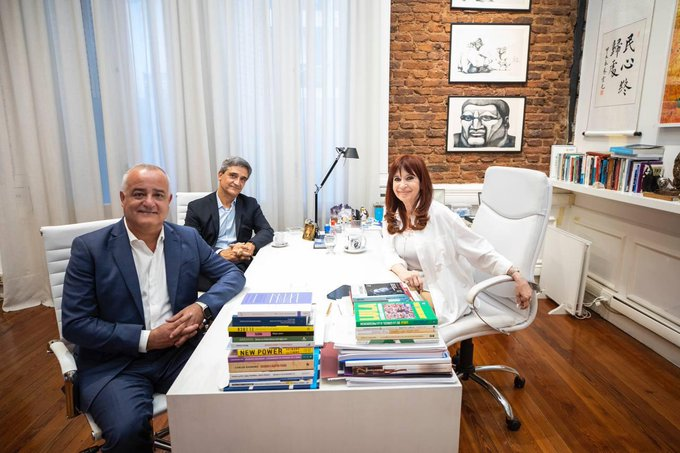

- Proyecto de Ley. Extendiendo los límites Norte y Este del ejido municipal de la ciudad de Tafí Viejo
- Proyecto de Ley de Regulación, Recolección. Transporte y Disposición controlada de los Medicamentos Vencidos.
- Proyecto de resolución solicitando al Poder Ejecutivo la reglamentación de la Ley 6290 (de Suelos).
- Proyecto de Resolución solicitando al Poder Ejecutivo la reglamentación de la Ley 6292 (de Fauna y Flora Silvestre).
- Proyecto de Ley de Transferencia a la Municipalidad de Tafí Viejo de los Terrenos Pertenecientes al Instituto Provincial de la Vivienda y Desarrollo Urbano y al Poder Ejecutivo ubicados en Lomas de Tafí.
- Proyecto de Resolución solicitando al Presidente de la Nación Javier Gerardo Milei que aclare, ante la opinión pública y en los ámbitos institucionales que correspondan, la promoción, a través de las redes sociales, de un cuestionado activo financiero luego de que las cuentas que controlaban la mayoría de los activos financieros retiraran sus inversiones, provocando ganancias extraordinarias a este pequeño grupo, y un enorme perjuicio a más de 40 mil inversores argentinos y extranjeros que invirtieron allí su dinero.

## Noguera candidato a diputado nacional por Tucumán
El 9 de febrero pasado tuvo lugar un hecho que causó repercusión en el mundo político de Tucumán. Varios diarios, tanto provinciales como nacionales, publicaron una foto que mostraba juntos a la presidenta nacional del Partido Justicialista, Cristina Fernández de Kirchner, al diputado nacional por la provincial de Tucumán, Pablo Yedlin, y al legislador provincial Javier Noguera. La foto en cuestión daba cuenta de una reunión realizada en la oficina que Cristina Fernández tiene en la sede del Instituto Patria ubicado en la Capital Federal. Los tres dirigentes políticos se habrían encontrado allí para charlar, según los protagonistas dejaron trascender, sobre la realidad política nacional y sobre la visita de la expresidenta a Tafí Viejo en el mes de abril. La noticia generó inmediatamente una serie de especulaciones en los medios sobre el verdadero significado de dicho encuentro. El Diario Página/12 fue el más arriesgado en la interpretación de los hechos y tituló un artículo sobre el tema de la siguiente manera: “Cristina Kirchner ya tiene su candidato en Tucumán” haciendo referencia a la posibilidad de que Javier Noguera encabece la lista del Partido Justicialista de Tucumán para las elecciones nacionales de octubre junto a otras fuerzas opositoras al actual presidente Javier Milei. Para dicho propósito contaría con el apoyo exgobernador Juan Manzur, actual presidente del PJ tucumano, del diputado nacional Pablo Yedlin y de la actual presidenta del PJ nacional. Durante su trayectoria en la política local Noguera ha mostrado siempre una clara identificación con las políticas del kirchnerismo y ha tomado distancia de la política de aproximación a Milei que viene realizando el actual gobernador Osvaldo Jaldo, quien ha apoyado las políticas de ajuste y achique al presupuesto de las provincias que viene instrumentando el actual presidente.